# 聯合國安全理事會第168號決議
聯合國安全理事會第168號決議於1961年11月3日一致通過。決議決定在當時因意外身亡的聯合國秘書長道格·哈馬紹的任期正式結束之前，建議宇譚擔任聯合國代理秘書長一職。